# Sexualpädagogik
Sexualpädagogik auch Sexualerziehung oder Geschlechtserziehung ist die pädagogische Arbeit, die sich mit Fragen zu Liebe, Gefühlen, Fortpflanzung, körperlicher Entwicklung, männlichem und weiblichem Körper, Erotik und allen Formen der Sexualität, sexueller Lust, Selbstbefriedigung sowie zum Erwachsenwerden beschäftigt.

## Themen
Sexualerziehung war ursprünglich das Recht der Eltern. Ab der sexuellen Revolution in den 1970ern war es auch Recht der Schulen, Sexualaufklärung zu betreiben, von den Eltern konnte allerdings noch „gebotene Zurückhaltung“ gefordert werden. Heute stellt Sexualpädagogik in Deutschland eine Querschnittsaufgabe öffentlicher Bildung dar. Diese geht über bloße Wissensvermittlung hinaus und soll emotional ansprechend sein (laut BverfG-Urteil 1993).
Die Sexualerziehung solle in allen möglichen pädagogischen Einrichtungen, wie Kindergarten, Schule, Kinderheim, Freizeiteinrichtungen, in Jugendarbeit, Jugendhilfe und so weiter, eingebracht werden. 2010/2011 formulierten WHO/Europa und die Bundeszentrale für gesundheitliche Aufklärung (BZgA) Standards für die Sexualaufklärung in Europa. Die Umsetzung der Standards obliegt in Deutschland den einzelnen Ländern, nicht dem Bund.
Relevanz haben u. a. die Thematisierung von Werten und sozialen Normvorstellungen innerhalb der Gesellschaft sowie die Themen sexuell übertragbare Erkrankungen, Sexualhygiene, Empfängnisverhütung, Schwangerschaft, sexuelle Selbstbestimmung, Geschlechterrollen, sexuelle Orientierungen, Sexualpraktiken, Lust, Libido und körperliche Befriedigung.
In Entwicklungsstaaten ist Sexualpädagogik vorrangig von antinatalistischer Konzeption (aus dem Westen) geprägt.

## Methodik
Angesichts der breitgefächerten Thematik und ihrer vielfältigen Einsatzgebiete lässt sich die Methodik der Sexualpädagogik kaum eingrenzen. Die bekanntesten Mittel sind Aufklärungsschriften und -gespräche. Dabei geht es nicht allein um die Vermittlung von Informationen, sondern auch um das Ernstnehmen der Gefühle. Hinzu kommen praktische Übungen, wie das spielerische Ausprobieren von Kondomen, oder Aufgaben wie das Behüten eines Eies zum Erlernen von Verantwortung. Inzwischen kommt auch dem Internet und anderen neuen Medien eine besondere Aufgabe bei der Sexualpädagogik zu, da viele Kinder und Jugendliche diese Medien verstärkt nutzen.

### Präventionsargument
Unter anderem die Gesellschaft für Sexualpädagogik gibt an, dass Sexualpädagogik präventiv, auch gegenüber sexualisierter Gewalt, wirke, wobei deren Gründungsmitglied und Vorstand Uwe Sielert 2010 auf der Auftaktveranstaltung zur Tagung Runder Tisch Sexueller Kindesmissbrauch konstatierte: „Die Basiswissenschaften von Erziehung, Bildung, Hilfe und Gesundheit haben dazu bisher kaum Professionswissen erarbeitet. (Den Erziehungswissenschaftlern wird nicht zu Unrecht ‚Intellektuelles Stottern‘ vorgeworfen, wenn es um die Prävention sexualisierter Gewalt geht).“ Zur Situation von Sexualpädagogik in der Schule räumt Sielert (2010) ebenda ein: „Wir wissen über die Situation von Sexualerziehung und deren Erfolge in der Schule nichts aus repräsentativen Studien – das ist bisher kein Thema der Bildungsforschung.“

## Geschichtliche Entwicklung

### Anfang 20. Jahrhundert
Während die Geschlechtserziehung des 19. Jahrhunderts weitgehend sexualrepressiv arbeitete und vor allem versuchte, die Geschlechterrollen zu bewahren und Angst vor Sex zu erzeugen, bildeten sich Anfang des 20. Jahrhunderts mit der Psychoanalyse und der Reformpädagogik liberalere Ansätze heraus, wobei beispielsweise Gustav Wyneken bis heute wegen seiner erotischen Beziehungen zu seinen Schützlingen umstritten ist. Mit Sigmund Freud entstanden auch erste Überlegungen zur psychosexuellen Entwicklung von Kindern. Insbesondere das Konzept der Triebunterdrückung wurde von Freudomarxianern übernommen. Auf der Basis von Freuds Konzeption des sexuell sinnlichen Kindes („polymorph-pervers“) geht Sielert davon aus, dass das Kind von Anfang an sexuelles Wesen sei und insofern das Lustprinzip des Kindes nicht vernachlässigt werden dürfe (Lebensenergiekonzept nach Reich und Marcuse). Sielerts Argumentation des Kindes als sexuelles Wesen entspricht der Kinderladenbewegung, die aus der 1968er-Bewegung hervorging.

### 1968er Bewegung
Nachdem seit dem Mittelalter in den katholisch geprägten Staatsgebieten weitgehend eine sexualrepressive Haltung vorherrschte und der Nationalsozialismus von der 1968er-Generation ebenso als sexualrepressiv erlebt wurde, entstand mit der 1968er-Bewegung eine gegenabhängige Einstellung zu Sexualität und sexualpädagogischen Konzepten. Der Einführung der bundesweiten Richtlinien war eine breite mediale Debatte um die Fragebogen-Erhebung zu Sexualität und Sexualaufklärung in der Frankfurter Schülerzeitung „Bienenkorb-Gazette“ seit Februar 1967 vorangegangen. Durch die mediale Diskussion sah sich 1967 das hessische Kultusministerium zu einem aktuellen Erlass zur Sexualerziehung genötigt, 1968 folgte die KMK. Die Schülerinnen und Herausgeberinnen der „Bienenkorb-Gazette“ Christa Appel und Zlila Drory können so als zentrale Initiatorinnen der aktuellen positiv orientierten Sexualpädagogik angesehen werden.
Insbesondere die Vertreter und Vertreterinnen der Frankfurter Schule (bzw. ihr Nahestehende) (die die 68er-Bewegung inspirierten) sowie die oft vernachlässigte Schülerbewegung standen für eine „Enttabuisierung“ in der Sexualpädagogik.
Deren Thesen dienten den Grünen noch bis in die 1980er Jahre als „wissenschaftliche“ Legitimation zur Akzeptanz (pädophiler) „sexueller Befreiung von Kindern“.
Mit der sexuellen Revolution kam auch der Aufschwung der Frauen-, der Lesben- und Schwulenbewegung, für die diese Enttabuisierung Teil der politischen Praxis war, beispielsweise in der Kampagne zur Legalisierung des Schwangerschaftsabbruchs oder gegen den Paragraphen 175. Durch diesen Aufwind befangen, gab 1968 die Kultusministerkonferenz der Länder die Empfehlung heraus, Sexualerziehung fächerübergreifend in den Schulen zu behandeln, und wies die Lehrerausbildungsinstitute an, den Sexualkundeunterricht in die Lehrerausbildung aufzunehmen.
Das Schulbuch Sexualkunde-Atlas wurde am 17. Juni 1969 als bundeseinheitliches Unterrichtsmittel für das neue Fach „Sexualkunde“ an Schulen vorgestellt. Schwerpunkt war die Sexualaufklärung. Anfang der 1970er Jahre wurde Sexualkunde in den meisten Schulen der Bundesrepublik Deutschland in den Lehrplan aufgenommen, obgleich sie meist sehr stark auf die biologischen Vorgänge der Sexualität fokussierte.

### 1970er Jahre
Anfang der 1970er Jahre hielt die Legitimation von Pädophilie bzw. Päderastie Einzug in die deutsche Sexualpädagogik. Insbesondere homosexuelle Pädophile vermischten pädophile Forderungen mit dem Kampf gegen die Diskriminierung Homosexueller. Seitens einer emanzipatorischen Sexualpädagogik wurde in diesem Zusammenhang ein erweitertes Verständnis des Gewaltbegriffes gefordert. „Sexuelle Gewalt ist mehr als die brutale Vergewaltigung und Nötigung. Sie kann auch im Gewand der Fürsorge, Hilfe und Unterstützung auftreten, auch ohne dass sich diejenigen, die sich unter diesem Vorwand dem Kinde nähern, einer Täuschung bewusst sind.“
Günther Deegener hat maßgebliche Argumentationslinien pädophiler Forderungen aus dem wissenschaftlichen Bereich (zwischen den 1970er bis 1990er Jahren) wie folgt herausgearbeitet:
1. „weil den Kindern eine extrem hohe Fähigkeit zu sexueller Selbstbestimmung und eigener Willensentscheidung im Rahmen solcher Handlungen mit Erwachsenen zugeschrieben wird,
2. weil die (‚echten‘) Pädophilen bzw. Päderasten keine Gewalt anwenden und nur solche sexuellen Handlungen ausführen würden, die Kinder zulassen oder wozu sie bereit sein würden oder die für sie bereits vertraut seien,
3. weil keine (akuten oder dauerhaften) negativen Folgen für die (gesunden) Kinder zu erwarten wären bzw. die sexuellen Handlungen mit Erwachsenen sich auch positiv auf die kindliche Persönlichkeitsentwicklung auswirken würden,
4. weil negative Folgen für die Kinder erst oder vor allen Dingen entstehen würden aufgrund der Tabuisierung und Diskriminierung solcher sexueller Handlungen, der dadurch bedingten übertriebenen negativen Reaktionen der Eltern und des sozialen Umfeldes sowie durch die Belastungen im Rahmen polizeilicher Ermittlungen und Gerichtsverfahren,
5. weil letztlich insgesamt auch nicht von kindlichen Opfern die Rede sein könnte und deswegen Opfer in diesem Zusammenhang oft nur mit relativierenden Anführungszeichen geschrieben werden.“

Ab 1977 wurde Sexualaufklärung wieder mehr der Familie überlassen.

### Ab Mitte 1980er Jahre
Erst das Auftreten der Immunschwächekrankheit AIDS ab Mitte der 1980er Jahre und die feministische Bewegung legitimierten Sexualaufklärung als notwendigen Bestandteil pädagogischer Bildung. In der Weiterführung eines vom Bundesfamilienministerium geförderten Modellprojektes zur Entwicklung und Erprobung sexualpädagogischer Materialien wurde 1988 in Dortmund der Verein zur Förderung von Sexualpädagogik e. V. (Träger des Instituts für Sexualpädagogik) gegründet.
Zu den heutigen Motiven gehört auch die körperliche Selbstbestimmung, die zum Beispiel im Theaterstück Mein Körper gehört mir! vermittelt werden soll. Zu den umstrittenen Büchern in der Sexualpädogik zählen Zeig mal! (1974), Lieben, Kuscheln, Schmusen (um 1994) und Körper, Liebe, Doktorspiele (2000), die heute nicht mehr verwendet werden. Sie wurden daher teilweise vom Markt genommen.
Die Bundeszentrale für gesundheitliche Aufklärung (BZgA) legte im Jahre 2010 die „Standards für die Sexualaufklärung in Europa. Rahmenkonzept für politische Entscheidungsträger, Bildungseinrichtungen, Gesundheitsbehörden, Expertinnen und Experten“ vor. Diese wurden in Zusammenarbeit mit der Weltgesundheitsorganisation erarbeitet. Ausgehend von der bereits im Freudomarxismus enthaltenen Prämisse, dass ein Kind von Geburt an ein sexuelles Wesen sei, solle die Sexualausbildung bereits vor dem vierten Lebensjahr beginnen. Eine Matrix beschreibt, wann welche Kompetenzen vermittelt werden sollen.
Das von Elisabeth Tuider 2008 veröffentlichte Buch Sexualpädagogik der Vielfalt erhielt in der zweiten Auflage 2012 eine Reihe öffentlicher Kritiken.
Unter anderem wurde hervorgehoben, dass die Autoren neben der üblichen Aufklärung auch praktische Übungen vorschlagen, durch die Kinder überfordert und verstört würden. In Folge der Debatte distanzierten sich etliche Institutionen von Tuider/Timmermanns Buch, die es vorher in ihren Literaturlisten geführt hatten, beispielsweise die Bundeszentrale für gesundheitliche Aufklärung, der Hamburger Lehrerverband oder das Akzeptanzprojekt SchLAu.

### Aktuelle Entwicklungen
2014 begann in Deutschland ein öffentlicher Diskurs darüber, in welchem (nach Meinung von Kritikern: zu frühen) Alter Kinder und Jugendliche über welche Details aufgeklärt werden können oder sollen. Dabei wird die „frühkindliche Sexualaufklärung“ mithilfe des politischen Kampfbegriffs „Frühsexualisierung“ diffamiert. Anti-Gender-Bewegungen aus dem rechten, konservativen und rechtspopulistischen politischen Spektrum verwenden den Begriff zum Protest gegen die Flexibilisierung und Liberalisierung der zweigeteilten, d. h. heteronormativen Geschlechtsrollen.
Da diese eine Basis für die bürgerliche Gesellschaftsordnung (inkl. Ehe und bürgerlicher Familie) seien, wird dies als „Gefahr für den Nahbereich“ und die gesamte Gesellschaft empfunden.

## Kritik
Jugendliche als Adressaten von Sexualpädagogik kritisieren Methoden und vermittelte Inhalte. In einer Studie unter irischen Jugendlichen waren 70 % mit der an der Schule vermittelten Sexualerziehung unzufrieden und bemängelten das Fehlen wichtiger Inhalte wie Einvernehmlichkeit, LGBT+-Themen oder Pornografie, besonders unzufrieden äußerten sich homo- und bisexuelle Jugendliche. In anderen Studien wurde kritisiert, dass die schulische Sexualerziehung psychologischen Bedürfnissen und praktischen Bedarfen an sexuellen Informationen nicht gerecht wird, sich weitgehend auf Risiken sexueller Intimität konzentriere, zu spät beginne, zu technisch sei und wenig Wert auf Lust und Gefühle lege. Schwerpunkt sei die biomedizinische Perspektive auf Sexualität sowie die Erörterung „angemessener“ Verhaltensweisen, wobei geschlechtsspezifische Stereotype verstärkt würden dahingehend, dass junge Frauen ein geringeres sexuelles Verlangen als jungen Männern unterstellt wird. Gleichgeschlechtlicher Sex werde durch die Fokussierung auf heterosexuelle Praktiken unsichtbar gemacht.

## Schweiz
In der französischen Schweiz werden im Gegensatz zur Deutschschweiz alle Klassen von externen Sexualpädagogen besucht, um Hemmschwellen gegenüber dem alltäglichen, und auch benotenden, Lehrpersonal zu überwinden.

## Aus-, Fort- und Weiterbildung
Sexualpädagogik als eigenständiger Studiengang existiert bislang (Stand: 2017) in Deutschland an einer Hochschule, als Masterstudiengang Angewandte Sexualwissenschaft an der HS Merseburg. An der Universität Kiel und der Frankfurt University of Applied Sciences kann Sexualpädagogik als Wahlpflichtfach im Studium der Pädagogik bzw. Sozialen Arbeit belegt werden. Die Qualifizierung als Sexualpädagoge oder Sexualpädagogin ist seit 1989 durch berufsbegleitende Fort- und Weiterbildungen am Institut für Sexualpädagogik Dortmund möglich und bei großen Verbänden wie pro familia. Die Bezeichnung „Sexualpädagoge“ ist nicht geschützt. Die 1998 gegründete Gesellschaft für Sexualpädagogik vergibt seit 2008 ein Qualitätssiegel für in der Sexualpädagogik Tätige.